# Шпикич, Дарио
Да́рио Шпи́кич (хорв. Dario Špikić; родился 22 марта 1999 года, Загреб, Хорватия) — хорватский футболист, нападающий клуба «Динамо» (Загреб), выступающий на правах аренды за греческого «Ариса». 

## Клубная карьера
Дарио Шпикич является воспитанником «Динамо Загреб». За вторую команду дебютировал в матче против «Новиграда». Всего за Динамо Загреб II Дарио Шпикич сыграл 27 матчей и забил 3 гола.
В 2018 году перешёл в «Хайдук Сплит». За вторую команду дебютировал в матче против «Дугополе». 4 мая 2018 года сыграл свой единственный матч за «Хайдук» против клуба «Интер Запрешич». Всего за дубль Хайдука он сыграл 30 матчей, где забил 4 мяча.
В 2020 году Дарио Шпикич перешёл в «Горицу». За клуб дебютировал в матче против «Осиека». Свой первый гол за «Горицу» Дарио Шпикич забил в матче против «Вараждина». 4 февраля перешёл в «Динамо Загреб», но на следующий день перешёл в аренду в свой прошлый клуб. Всего за «Горицу» Дарио Шпикич сыграл 59 матчей, где забил 7 мячей. За «Динамо Загреб» дебютировал в матче против футбольного клуба «Хрватски Драговоляц». Свой первый гол за «Динамо» забил в ворота того же клуба.

## Карьера в сборной
За сборную Хорватии до 17 лет сыграл 5 матчей, где забил 2 гола. За сборную до 19 лет сыграл 8 матчей, где забил 3 мяча. За сборную Хорватии до 20 лет сыграл 2 матча и забил гол. За молодёжную сборную Хорватии дебютировал в матче против Греции. Свой первый гол за молодёжку забил в матче против Сан-Марино. Всего за сборную Хорватии до 21 года сыграл 10 матчей и забил 2 гола. Был вызван Златко Даличем в сборную Хорватии в резервный список.

## Достижения
- Чемпион Хорватии: 2021/22